# عرف العانة
عُرْفُ العانَة (بالإنجليزية: Pubic crest)‏، يقع في الجانب الأنسي من الحدبة العانية، ويمتد من هذه الحدبة إلى نهاية الجانب الأنسي لعظم العانة.
يُعتبر عرف العانية مُرتكز للوَتَرُ المُنْضَمّ، العضلة المستقيمة البطنية، العضلة المائلة الخارجية، والعضلة الهرمية.